# أرزين
أرزين هي قرية في مقاطعة أرومية، إيران. يقدر عدد سكانها بـ 52 نسمة بحسب إحصاء 2016.